# القومية الروسية

شعار نبالة الإمبراطورية الروسية

القومية الروسية تُعزِّز الاحتفال بالثقافة والتاريخ الروسيين، فضلًا عن الهوية والوحدة الثقافية الروسية. ظهرت القومية الروسية لأول مرة في أوائل القرن التاسع عشر وكانت على علاقة وثيقة بالقومية السلافية خلال فترة الإمبراطورية الروسية وصولًا إلى الاتحاد السوفيتي وما بعده. على الرغم من أنها كثيرًا ما يُنظَر إليها من منظور إثنيّ، إلا أن الإثنية لا تُشكل سمة من سمات القومية الروسية في العموم.

## خلفية تاريخية

### القومية الإمبراطورية الروسية
صكَّ العالم سيرجي أوفاروف شعار «الأرثوذكسي والأوتوقراطية والجنسية» وتبنَّاه إمبراطور عموم روسيا نيكولاي الأول باعتباره إيديولوجية رسمية. تتمثل هذه العناصر الثلاث من ثلاثية أوفاروف في:
- الأرثوذكسية - المسيحية الأرثوذكسية وحماية الكنيسة الروسية الأرثوذكسية.
- الأوتوقراطية القيصرية — الولاء المُطلق لعائلة رومانوف مقابل الحماية الأبوية لجميع الممتلكات الاجتماعية.
- الجنسية (نارودنوست (الجنسية باللغة الروسية)، تُرجمت أيضًا الروح الوطنية)— الاعتراف بدور الدولة المؤسسة على الجنسية الروسية.[2]

لاقت الحركة السلافية رواجًا في روسيا في القرن التاسع عشر. وعارض السلافيون تأثيرات أوروبا الغربية على روسيا إذ كانوا عازمين على حماية الثقافة والتقاليد الروسية. يُنسب الفضل في تأسيس هذه الحركة إلى ألكسي خومياكوف وإيفان كيريفسكي وقسطنطين أكساكوف.

ارتبطت الحركة السلافية بشكل ضعيف مع إحياء أحد الفنون الشعبية الهامة في الفن الروسي. إذ ظهرت العديد من الأعمال المتعلقة بالتاريخ الروسي من الأساطير والحكايات الخيالية. تميزت القومية الروسية الرومانسية بروائع من الأعمال الفنية والأدبية مثل، فن الأوبرا: من بينهم، نيكولاي ريمسكي كورساكوف وميخائيل غلينكا وألكسندر بورودين؛ والرسامين من بينهم، فيكتور فاسنستوف وإيفان بيليبين وإيليا ريبين؛ والشعراء من بينهم نيكولاي نيكراسوف وألكسي كونستانتينوفيتش تولستوي إلى جانب العديد من المجالات الأخرى. قال الشاعر فيودور إيفانوفيتش تيوتشيف من القرن التاسع عشر، وهو من أبرز الشعراء في روسيا:
موسكو وبيتر غراد، مدينة قسطنطين

إنها عواصم المملكة الروسية.

ولكن أين هي حدودها؟ وأين هي تخومها

شمالًا أو شرقًا أو جنوبًا أو إلى الشمس الغاربة؟

سوف يُظِهرها القدر للأجيال القادمة.

سبعة بحار داخلية وسبعة أنهار عظيمة

من النيل إلى نيفا، ومن الألب إلى الصين

من فولغا إلى الفرات، من الغانج إلى الدانوب.

تلك هي المملكة الروسية ولتكن كذلك إلى الأبد

كما تنبأت الروح الإلهية والنبي دانيال.
اكتسبت القومية السلافية، وهي مفهوم متمثل بتوحيد جميع الدول المسيحية السلافية الأرثوذكسية، شعبيتها بين منتصف وأواخر القرن التاسع عشر. كان نيكولاي دانيليفسكي من بين كبار علماء الفكر السلافي. اعتُبرت القومية السلافية الوقود الذي أشعل فتيل نيران الحروب العديدة التي خاضتها روسيا ضد الإمبراطورية العثمانية بهدف تحرير الأمم الأرثوذكسية، مثل البلغاريين والرومانيين والصرب واليونانيين من الحكم الإسلامي. وتمثَّل الهدف النهائي والأساسي في مدينة القسطنطينية، فما تزال الإمبراطورية الروسية تعتبر نفسها «روما الثالثة» وأن واجبها يتمثَّل باحتلال «روما الثانية». لعبت القومية السلافية دورًا رئيسيًا أيضًا في دخول روسيا في الحرب العالمية الأولى، وذلك منذ حرب عام 1914 ضد صربيا التي شنَّتها الإمبراطورية النمساوية المجرية، والتي حرضت روسيا على الرد.
في بداية القرن العشرين، ظهرت منظمات وأحزاب قومية يمينية جديدة في روسيا مثل الجمعية الروسية واتحاد الشعب الروسي و«اتحاد الملَك الأعلى ميخائيل» أو ما يُعرف «بالمئات السُّود» وغيرها، تحت شعار «روسيا للروس». ظلَّت هذه الأحزاب مَلَكية ومعادية للسامية؛ إذ نظَّمها الأرستقراطيون الأثرياء من ذوي النفوذ مثل فلاديمير بورشكيفيتش ونيكولاي يفجينيفيتش ماركوف.